# Вилланова-ди-Кампосампьеро
Вилланова-ди-Кампосампьеро (итал. Villanova di Camposampiero) — коммуна в Италии, располагается в провинции Падуя области Венеция.
Население составляет 4849 человек, плотность населения составляет 404 чел./км². Занимает площадь 12 км². Почтовый индекс — 35010. Телефонный код — 049.
Покровителем коммуны почитается святой Просдоций, празднование 7 ноября.